# 拦车村
拦车村，是中华人民共和国山西省晋城市泽州县晋庙铺镇下辖的一个村。
2012年12月17日，拦车村公布为第一批中国传统村落。
2014年2月19日，拦车村公布为第六批中国历史文化名村。